# Saison 10 de Modern Family
 (août 2018).
Si vous disposez d'ouvrages ou d'articles de référence ou si vous connaissez des sites web de qualité traitant du thème abordé ici, merci de compléter l'article en donnant les références utiles à sa vérifiabilité et en les liant à la section « Notes et références ».
Chronologie
Saison 9 Saison 11
Cet article présente la liste des épisodes de la dixième saison de la série télévisée américaine Modern Family.

## Généralités
- Aux États-Unis, cette dixième saison est diffusée du 26 septembre 2018 au 8 mai 2019 sur le réseau ABC.

## Synopsis de la saison
Cette saison se centre sur le couple qu'Haley et Dylan reforment, ainsi que sur leurs futurs enfants et la mort emblématique d'un personnage de la série.

## Distribution

### Acteurs principaux
- Ed O'Neill (VF : Michel Dodane) : Jay Pritchett
- Julie Bowen (VF : Gaëlle Savary) : Claire Dunphy
- Ty Burrell (VF : Loïc Houdré) : Phil Dunphy
- Sofía Vergara (VF : Sophie Riffont) : Gloria Delgado-Pritchett
- Jesse Tyler Ferguson (VF : Jérôme Berthoud) : Mitchell Pritchett
- Eric Stonestreet (VF : Daniel-Jean Colloredo) : Cameron Tucker
- Sarah Hyland (VF : Alexia Papineschi) : Haley Dunphy (sauf épisodes 3,6,14,18,19)
- Nolan Gould (VF : Henri Bungert) : Luke Dunphy (sauf épisodes 4,8,11,12,14,17)
- Ariel Winter (VF : Léopoldine Serre) : Alex Dunphy (sauf épisodes 4,6,11,12,18)
- Rico Rodriguez (VF : Antoine Fonck) : Manny Delgado (sauf épisodes 3,5,6,7,9,17)
- Aubrey Anderson-Emmons (VF : Lana Ropion) : Lily Pritchett Tucker (sauf épisodes 3,7,8,13,17,19)
- Jeremy Maguire (VF : Fanny Bloc) : Joe Pritchett (sauf épisodes 4,5,8,9,11,14,16,17,19)

### Acteurs récurrents et invités
- Chris Geere : Arvin Fennerman
- Reid Ewing : Dylan Marshall
- Mira Sorvino : Nicole Rosemary Page
- Dan Levy : Jonah
- Ben Schwartz : Nick
- Marcello Reyes : Cal
- Hillary Anne Matthews : Sherry
- Tom Burkland : Le policier
- Jimmy Tatro : Bill
- Shelley Long : Dede Pritchett (voiceover uniquement)
- Doug Budin : Mr. Peterson
- Sherian Pierce : Paige Stevens
- Amanda Payton : Laura
- Rosa Blasi : Florence
- Cullen McCarthy : Bobby
- Andrew Daly : Principal Brown
- Rob Riggle : Gil Thorpe

## Épisodes

### Épisode 1:De si grands défis
- États-Unis /  Canada : 26 septembre 2018 sur ABC / Citytv
- Suisse : 28 juillet 2019 sur RTS Un
- France : 16 août 2021 sur M6

- États-Unis : 5,40 millions de téléspectateurs(première diffusion)

- Reid Ewing (Dylan)
- Chris Geere (Arvin)
- Paul Bates (Thomas)
- Najae Green (L'enfant)
- Marcello Reyes (Cal)
- Josiah Blount (L'homme de l'orchestre)

### Épisode 2:Secrets de couples
- États-Unis /  Canada : 3 octobre 2018 sur ABC / Citytv
- Suisse : 4 août 2019 sur RTS Un
- France : 16 août 2021 sur M6

- États-Unis : 5,39 millions de téléspectateurs (première diffusion)

- Reid Ewing (Dylan)
- Marcello Reyes (Cal)
- Chris Geere (Arvin)
- Hillary Anne Matthews (Sherry)
- Tiffany Commons (Candice)

### Épisode 3:Tout le monde a quelque chose à cacher
- États-Unis /  Canada : 10 octobre 2018 sur ABC / Citytv
- Suisse : 15 septembre 2019 sur RTS 1
- France : 16 août 2021 sur M6

- États-Unis : 5,10 millions de téléspectateurs (première diffusion)

- Ron Perkins (Le juge Katz)
- Ben Schwartz (Nick)
- Dan Levy (Jonah)
- Andrew Bilgore (Glen)
- Joe Coots (Le coach)
- Matthew Bohrer (Kévin)
- Greta Jung (Mia)
- Michael Strassner (Ike)
- Kalpana Pot (June)
- Kevin Miller (Bob)
- Candice Ramirez (Madame Carpenter)
- Dustin Moss (L'huissier)

### Épisode 4:Le Joli Cœur
- États-Unis /  Canada : 17 octobre 2018 sur ABC / Citytv
- Suisse : 29 septembre 2019 sur RTS 1
- France : 16 août 2021 sur M6

- États-Unis : 5,03 millions de téléspectateurs (première diffusion)

- Reid Ewing (Dylan)
- Chris Geere (Arvin)
- Hillary Ann Matthews (Sherry Shaker)
- Marcello Reyes (Cal)
- Jeremy Glazer (Kieran)
- Matt Oberg (Trent)

### Épisode 5:La Fête des morts
- États-Unis /  Canada : 24 octobre 2018 sur ABC / Citytv
- Suisse : 6 octobre 2019 sur RTS 1
- France : 17 août 2021 sur M6

- États-Unis : 5,27 millions de téléspectateurs (première diffusion)

- Shelley Long (Dede Pritchett) (voix uniquement)
- Jimmy Tatro (Bill)
- Tom Berklund (Le faux policier)
- Armand Vasquez (Le voisin)
- Gable Swanlund (La petite fille)
- Uma Incrocci (La mère)

### Épisode 6:Sur un malentendu
- États-Unis /  Canada : 31 octobre 2018 sur ABC / Citytv
- Suisse : 13 octobre 2019 sur RTS 1
- France : 17 août 2021 sur M6

- États-Unis : 5,01 millions de téléspectateurs (première diffusion)

- Doug Budin (Monsieur Peterson)
- Sheridan Pierce (Paige)
- Stefan Poole (Un apiculteur)
- Grady Harrell (Un apiculteur)
- Harper Folgelson (Une violoncelliste)
- Michael Khachanov (Serge)
- Marcus Terrell Smith (Aweemaweh)
- Tom Choi (Bob)
- Rocio Lopez (Maria)
- Amanda Payton (Laura)

### Épisode 7:Ma poulette adorée
- États-Unis /  Canada : 7 novembre 2018 sur ABC / Citytv
- Suisse : 27 octobre 2019 sur RTS 1
- France : 17 août 2021 sur M6

- États-Unis : 5,44 millions de téléspectateurs (première diffusion)

- Reid Ewing (Dylan)
- Rosa Blasi (Florence)
- Cullen McCarthy (L'arbitre)
- Nalini Sharma (L'infirmière)
- Mike Beaver (Le commerçant)
- Jackson Dureya Carter (Un joueur de foot)

### Épisode 8:Le Frère que je n'ai jamais eu
- États-Unis /  Canada : 28 novembre 2018 sur ABC / Citytv
- Suisse : 3 novembre 2019 sur RTS 1
- France : 17 août 2021 sur M6

- États-Unis : 4,85 millions de téléspectateurs (première diffusion)

- Reid Ewing (Dylan)
- Mira Sorvino (Rosemary Nicole)
- Andrew Daly (Le principal Brown)
- Rob Riggle (Gil Thorpe)
- Steven W Bailey (Vic)
- Margaret Judson (Madison)
- Landon Klotz (Pitkowski)
- Xavier Shelton (Thompson)
- Alice Wen (Une élève)
- Elizabeth Hinkler (Une élève)
- Kylen Deporter (Bob)

### Épisode 9:Les Belles Promesses
- États-Unis /  Canada : 5 décembre 2018 sur ABC / Citytv
- Suisse : 10 novembre 2019 sur RTS 1
- France : 18 août 2021 sur M6

- États-Unis : 4,87 millions de téléspectateurs (première diffusion)

- Ed Begley Jr (Jerry)
- Marcello Reyes (Cal)

### Épisode 10:L'Agent immobilier qui sauva Noël
- États-Unis /  Canada : 12 décembre 2018 sur ABC / Citytv
- Suisse : 17 novembre 2019 sur RTS 1
- France : 18 août 2021 sur M6

- États-Unis : 5,69 millions de téléspectateurs (première diffusion)

- Reid Ewing (Dylan)
- Marcello Reyes (Cal)
- Gerald Downey (Jim)
- Steve Monroe (Le Père-Noël)
- Chris Guerra (L'elfe)
- Matthew Iott (Le père triste lors de la file d'attente)
- Katie Wee (Sandy)

### Épisode 11:La vérité est ailleurs
- États-Unis /  Canada : 9 janvier 2019 sur ABC /

Citytv
- Suisse : 24 novembre 2019 sur RTS 1
- France : 18 août 2021 sur M6

- États-Unis : 4,82 millions de téléspectateurs (première diffusion)

- Reid Ewing (Dylan)
- Marcello Reyes (Cal)
- Dana Powell (Pameron)
- India de Beaufort (Le docteur Singh)
- Hillary Ann Matthews (Sherry Shaker)

### Épisode 12:La Famille d'abord
- États-Unis /  Canada : 16 janvier 2019 sur ABC / Citytv
- Suisse : 8 décembre 2019 sur RTS 1
- France : Inédit sur M6

- États-Unis : 4,62 millions de téléspectateurs (première diffusion)

- Reid Ewing (Dylan)
- Rachel Bay Jones (Farrah)
- Sedona Fuller (Betty)
- London Fuller (Janice)
- Josie Kaye (Gretchen)
- Bryan Lillis (L'entraîneur de gym)

### Épisode 13:Nouvelles technologies pour les nuls
- États-Unis /  Canada : 23 janvier 2019 sur ABC / Citytv
- Belgique : 11 décembre 2019 sur Be Séries
- France : 19 août 2021 sur M6

- États-Unis : 4,5 millions de téléspectateurs (première diffusion)

- Andrew Daly (Le principal Brown)
- Phillip Anthony Rodriguez(Tim)
- Christopher Darga (Lou)
- Ben Schwartz (Nick)
- Tessa Auberjonois (Nancy)
- Roy Jenkins (Kenny)
- Kevin Patrick Doherty (Brooks)
- Chad Coe (Le photographe)
- Nick Paonessa (Sean)
- Greta Jung (Mia)
- Frankie A Rodriguez (Eduardo)
- Amy Tolsky (La conseillère d'orientation)
- Griffen Campbell (Tyler)
- Avery Tiu Essex (Claire enfant)
- Nick Charles Scurrie (L'étudiant)
- Kristina Hanna (Tiffany)

### Épisode 14:Il faut qu'on  parle de Lily
- États-Unis /  Canada : 30 janvier 2019 sur ABC / Citytv
- Belgique : 11 décembre 2019 sur Be Séries
- France : 19 août 2021 sur M6

- États-Unis : 4,92 millions de téléspectateurs (première diffusion)

- Nathan Lane (Pepper)
- Cristian Barillas (Ronaldo)
- Isabella Coben (KimmyLoveandStuff)
- Zaire Adams (Aaron)
- Jimmy Tatro (Bill)
- Lynne Andrews (Heather)
- Jaime Moyer (Madame Pasternak)

### Épisode 15:L'Enterrement de vie de Baby Shower
- États-Unis /  Canada : 20 février 2019 sur ABC / Citytv
- Belgique : 11 décembre 2019 sur Be Séries
- France : 19 août 2021 sur M6

- États-Unis : 4,43 millions de téléspectateurs (première diffusion)

- Reid Ewing (Dylan)
- Patty Guggenheim (Danielle)
- Lindsay Mendez	(La veuve noire)
- Kylen Deporter	(Alexei)
- Desi Dennis Dylan (La présidente du jury)
- Kamryn Kunody	(Kristina)

### Épisode 16:Alerte Rouge
Pour les articles homonymes, voir Alerte rouge.
- États-Unis /  Canada : 27 février 2019 sur ABC / Citytv
- Belgique : 18 décembre 2019 sur Be Séries
- France : 19 août 2021 sur M6

- États-Unis : 4,33 millions de téléspectateurs (première diffusion)

- Reid Ewing (Dylan)
- Abby Roberge (Ben)
- Eric Tiede (Desmond)
- Scott Decker (Evan)
- Kristin Garver (Anna)

### Épisode 17:L'homme est un ours pour l'homme
- États-Unis /  Canada : 13 mars 2019 sur ABC / Citytv
- Belgique : 18 décembre 2019 sur Be Séries
- France : 20 août 2021 sur M6

- États-Unis : 4,65 millions de téléspectateurs (première diffusion)

- Josh Brener (Carl)
- Frankie A. Rodriguez (Eduardo)
- Greta Jung (Mia)
- Bill Parks (Park Ranger)
- Charles Janasz (Sir Kenneth Penrose)
- Joshua Hoover (Wayne)
- Anne Stedman (Allison 1)
- Antonia Jones (Allison 2)
- Elizabeth Sandy (Jeanine)
- Jack Depew (Chip)

### Épisode 18:Question de virilité
- États-Unis /  Canada : 20 mars 2019 sur ABC / Citytv
- Belgique : 18 décembre 2019 sur Be Séries
- France : 20 août 2021 sur M6

- États-Unis : 4,25 millions de téléspectateurs (première diffusion)

- Reid Ewing (Dylan)
- Jimmy Tatro (Bill)
- Briga Heelan (Linda)
- Dominic Burgess (Nate)
- Greg Pitts (Rusty)
- Kimberly Jürgen (Donna)
- Patrick Cavanaugh (MC)

### Épisode 19:La Positive Attitude
- États-Unis /  Canada : 3 avril 2019 sur ABC / Citytv
- Belgique : 25 décembre 2019 sur Be Séries
- France : 20 août 2021 sur M6

- États-Unis : 4,33 millions de téléspectateurs (première diffusion)

- Amy Pietz (Janice)
- Casey Burke (Tina)
- Charles Shaughnessy (Le docteur Sieglitz)
- Lucas Steagall (Binker)
- Jackie Joseph (Marion)
- Morry Schorr (Le membre du club)
- James III (Le serveur)

### Épisode 20:Un mariage qui a du chien
- États-Unis /  Canada : 10 avril 2019 sur ABC / Citytv
- Belgique : 25 décembre 2019 sur Be Séries
- France : 20 août 2021 sur M6

- États-Unis : 4,81 millions de téléspectateurs (première diffusion)

- Reid Ewing (Dylan)
- Jimmy Tatro (Bill)
- Fred Willard (Frank Dunphy)
- Cristian Barillas (Ronaldo)
- Eden Rose (Annabelle)
- Jack Axelrod (Bert)
- Rachel Bay (Farrah)
- Thomas Lennon (Orson)
- Ramiz Monsef (un docteur)
- Oktober Gonzalez (un docteur)
- Greg Rikaart (un docteur)

### Épisode 21:Chouette, des diplômes!
- États-Unis /  Canada : 1er mai 2019 sur ABC / Citytv
- Belgique : 25 décembre 2019 sur Be Séries
- France : 23 août 2021 sur M6

- États-Unis : 4,24 millions de téléspectateurs (première diffusion)

- Reid Ewing (Dylan)
- Virginia Williams (Ashley)
- Matt Roth (Skip Rossum)
- Landon Klotz (Pitkowski)
- Jay Pichardo (Le jardinier)
- Jay Mandyam (Chuck)
- Tom Everett (Le doyen)
- Kendall Foote (L'homme à la vente aux enchères)
- Matthew Wrather (Ron)
- Joshua Tyler Kelly (Gérald)

### Épisode 22:Une année d'anniversaires
- États-Unis /  Canada : 8 mai 2019 sur ABC / Citytv
- Belgique : 25 décembre 2019 sur Be Séries
- France : 23 août 2021 sur M6

- États-Unis : 4,41 millions de téléspectateurs (première diffusion)

- Chazz Palminteri (Shorty)
- Reid Ewing (Dylan)
- Matthew Risch (Jotham)
- Hillary Ann Matthews (Sherry)
- Jeffrey Richman (Vincent)
- Malakai Carey (Robert)
- Kit McDonough (La professeure de piano)
- Demi Harman (La tatoueuse)